# Odra Wodzisław Śląski
Odra Wodzisław Śląski [ˈɔdra vɔˈd͡ʑiswaf 'ɕlɔ̃ski] är en polsk fotbollsklubb från staden Wodzisław Śląski. Klubben spelar för tillfället i den fjärde högsta serien 3. liga och har som bästa placering i den högsta serien Ekstraklasa en tredjeplats från år 1997.
Odra Wodzisław Śląski spelade fjorton raka säsonger i Ekstraklasa fram till nedflyttningen till 1. liga år 2010. Efter ytterligare en nedflyttning år 2011 gick klubben i konkurs och har börjat om i de lägre serierna.

## Berömda spelare som spelat i klubben
- Paweł Magdoń
- Marek Saganowski
- Paweł Sibik
- Franciszek Smuda
- Ryszard Staniek